# Оселище

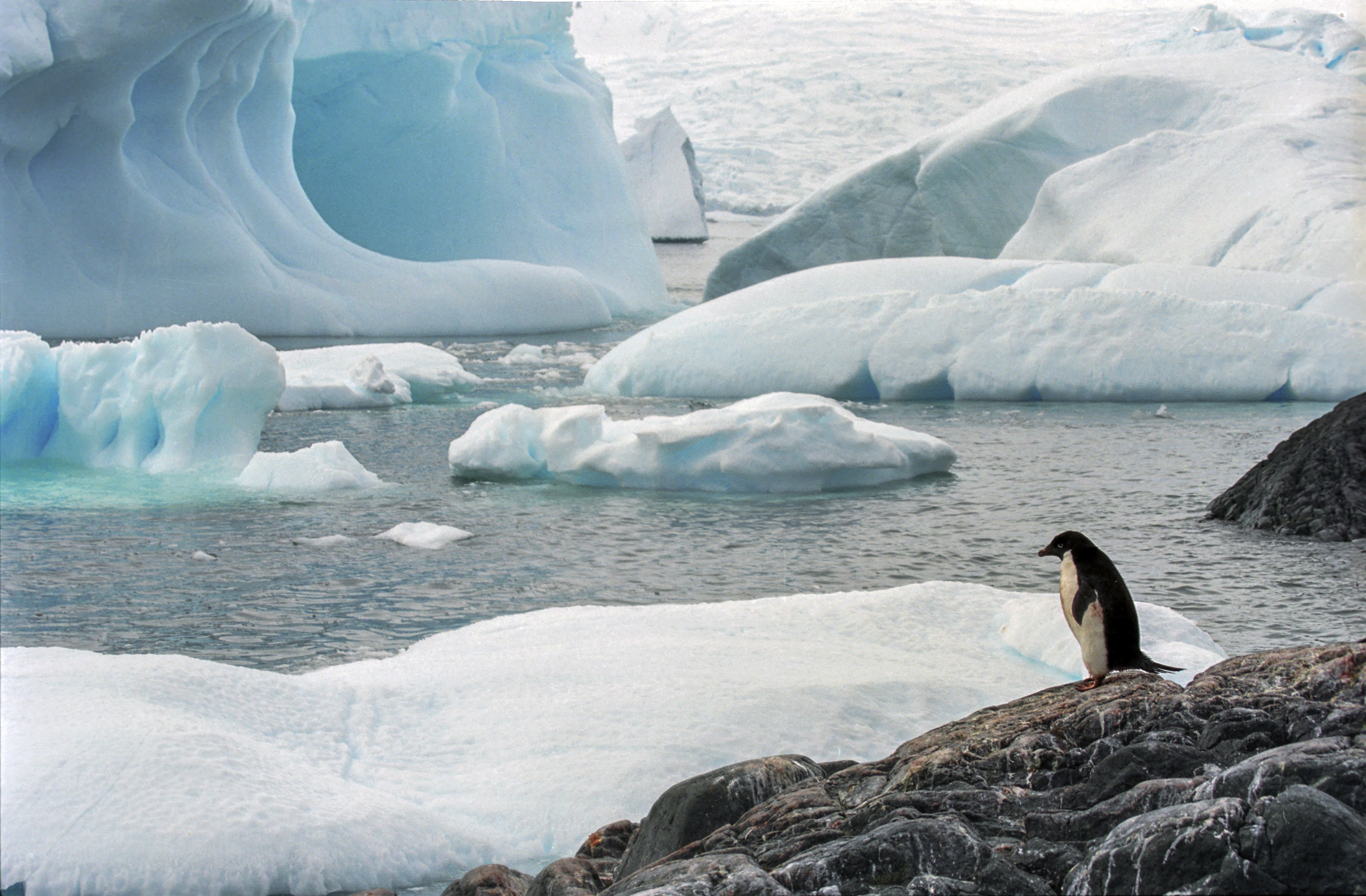
Кромка антарктичних льодовиків — оселище небагатьох видів живих істот

Осе́лище (англ. habitat) — просторова ділянка, що визначається характеристиками видового різноманіття або абіотичних елементів, або використовується конкретним видом або конкретною популяцією.

## Тлумачення
Визначається за фактичними межами ландшафту та рослинного угруповання, які притаманні виду, що досліджується, і є його характеристикою (особливістю).
Оселище — еквівалент широко вживаного в англомовній літературі поняття «habitat», яке нерідко (проте помилково) тлумачать як синонім терміна «біотоп». Біотоп описується за заздалегідь заданим шаблоном опису типів ландшафтного та біотичного різноманіття, і його суб'єктом є біотичне угруповання, тоді як в оселища — вид або популяція.
Залежно від ситуації, термін оселище (habitat) може мати два окремих значення: «природне оселище» та «оселище виду». Бернська конвенція та інші міжнародні природоохоронні угоди оперують обома зазначеними поняттями.
- В розумінні Резолюції № 6 Бернської конвенції, Пташиної директиви і Додатку II (а також Додатків IV та V) Оселищної Директиви, оселище виду — середовище, визначене певними абіотичними й біотичними факторами, в яких вид (природної фауни або флори) існує на будь-якій стадії свого життєвого циклу. Наприклад, оселища птахів — це місця їх гніздування, харчування, зимівлі, міграційних скупчень; оселища риб — це місця їх нересту, нагулу, постійного мешкання тощо.
- В розумінні Резолюції № 4 Бернської конвенції та Додатку І Оселищної директиви, природне оселище (біотоп) — це суходільна або водна ділянка, природна або напівприродна, яка визначається за географічними, абіотичними та біотичними особливостями. Приклади типів природних оселищ: «Чагарники на приморських дюнах», «Постійні континентальні солоні та солонуваті озера, ставки та водойми», «Рівнинні та низькогірні сінокосні луки» (згідно затвердженої класифікації).

## Концепція «оселищ» та НАТУРА-2000

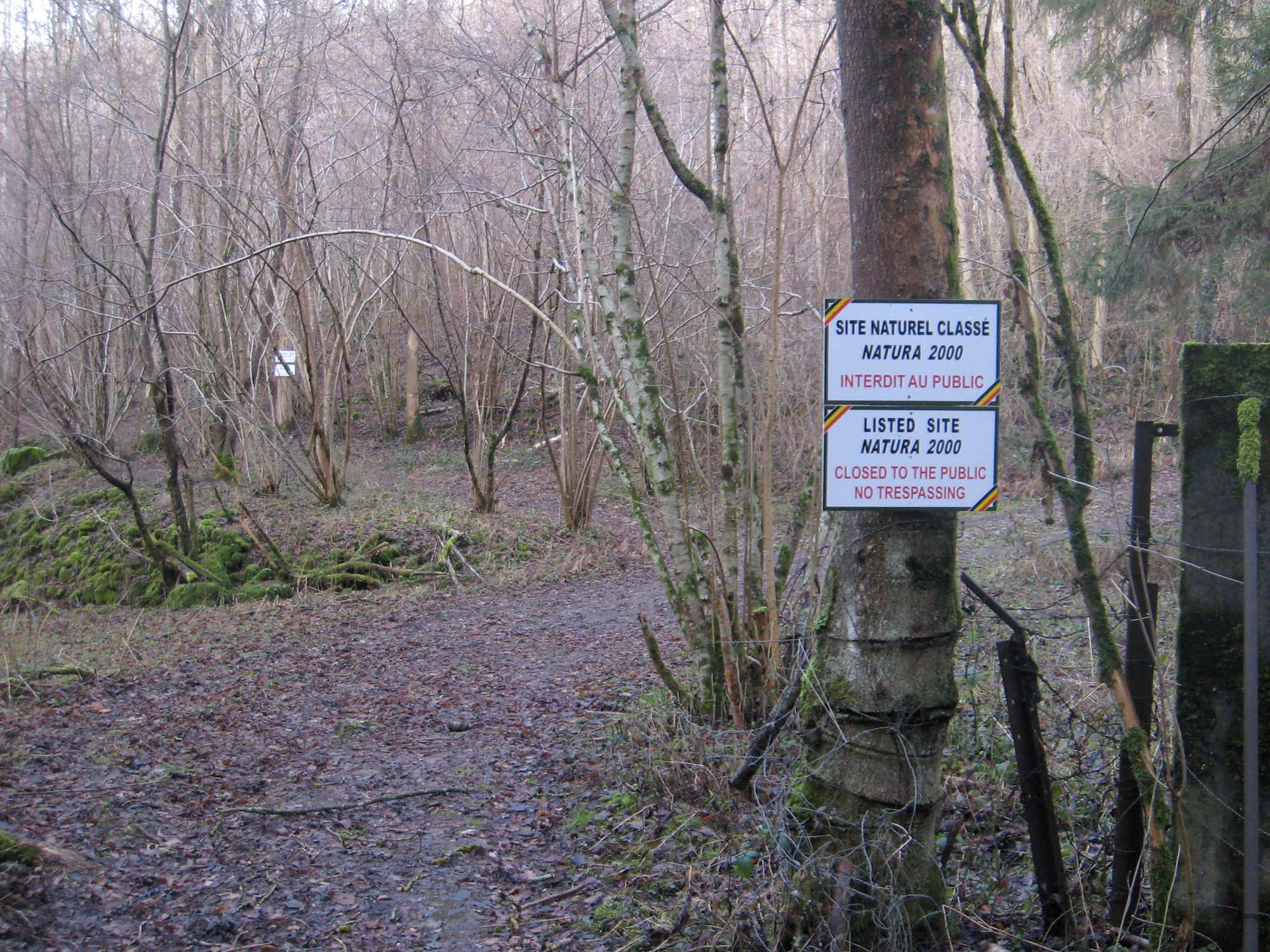
Ідентифікаційний знак, що позначає місце, включене до мережі Natura 2000, у Бельгії

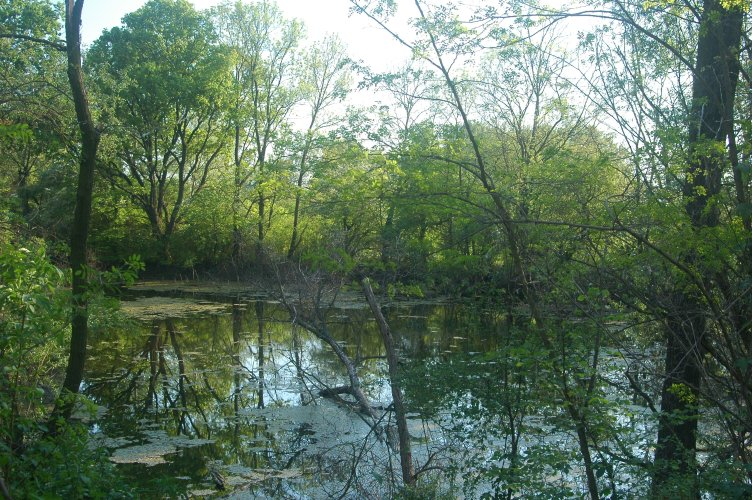
Невелике моравське озеро, належить до ключових природних оселищ Natura 2000 у Словаччині

Оселища є ключовим об'єктом уваги в загальновідомій програмі розбудови європейської екомережі Natura 2000. Оселищна концепція є одним з ключових документів Євросоюзу в охороні довкілля і відома як Оселищна директива, прийнята у травні 1992 року урядами країн Європейського Союзу і спрямована на захист найбільш вразливих оселищ та видів по всій Європі. Разом із Пташиною директивою Оселищна директива є основою створення мережі територій, що охороняються — Natura 2000.